# Lillebonne
Lillebonne là một xã thuộc tỉnh Seine-Maritime trong vùng Normandie miền bắc nước Pháp.

### Huy hiệu
| Arms of Lillebonne | The arms of Lillebonne are blazoned: Bản mẫu:SharedArms |

## Thành phố kết nghĩa
- Wellington, Somerset, Vương quốc Anh
- Immenstadt, Bavaria, Đức.